# Adagio (группа)
Adagio — (итал.медленно, спокойно) музыкальный коллектив из Франции, работающий в стиле неоклассический прогрессив-метал. Был основан гитаристом Стефаном Форте (Stephan Forté) в 2001 году. Музыка этого коллектива известна высоким техническим мастерством музыкантов и мрачными оркестровками, сочетает в себе виртуозные гитарные и клавишные партии с ярко выраженным влиянием классической и барочной музыки — с одной стороны, и тяжёлые гитарные риффы и ритм-секцию, типичные для тяжёлых разновидностей метала — с другой. Отдельные элементы музыкального стиля позволяют выделять в творчестве группы элементы таких стилей, как симфоник-метал и пауэр-метал. Начиная с альбома Dominate, звучание коллектива изменилось в сторону утяжеления, а также стала использоваться техника экстремального вокала, называемая гроул, широко используемая в группах, играющих в стилях дэт-метал, блэк-метал и аналогичных стилях.

## Состав группы

### Нынешние участники
- Stephan Forté — гитара
- Franck Hermanny — бас-гитара
- Kevin Codfert — клавишные инструменты, синтезатор
- Eric Lébailly — барабаны
- Kelly Sundown Carpenter — вокал

### Бывшие участники
- Вокал: David Readman (альбомы Sanctus Ignis и Underworld)
- Вокал: Gus Monsanto (альбом Dominate)
- Вокал: Christian Palin (альбом Archangels in Black)
- Клавишные инструменты: Richard Andersson (альбом Sanctus Ignis)
- Барабаны: Dirk Bruinenberg (альбомы Sanctus Ignis and Underworld)

## Дискография

### Студийные альбомы
- Sanctus Ignis — (2001)
- Underworld — (2003)
- Dominate — (2005)
- Archangels in Black — (2009)
- A Band in Upperworld — (2010)
- Life — (2017)